# Тойла (волость)
Тойла (ест. Toila vald) — волость в Естонії, у складі повіту Іда-Вірумаа. Волосна адміністрація розташована в селищі Тойла.

## Розташування
Площа волості — 159,66 км², чисельність населення становить 2184 особи.
Адміністративний центр волості — сільське селище (ест. alevik) Тойла. Крім того, на території волості знаходяться ще селище Вока і 9 сіл: Алткюла (Altküla), Ваівіна (Vaivina), Вока (Voka), Конйу (Konju), Мартса (Martsa), Метсамягара (Metsamägara), Пяіте (Päite), Пюхайие (Pühajõe), Уікала (Uikala).